# Pierre Joseph Alexandre Mourlan

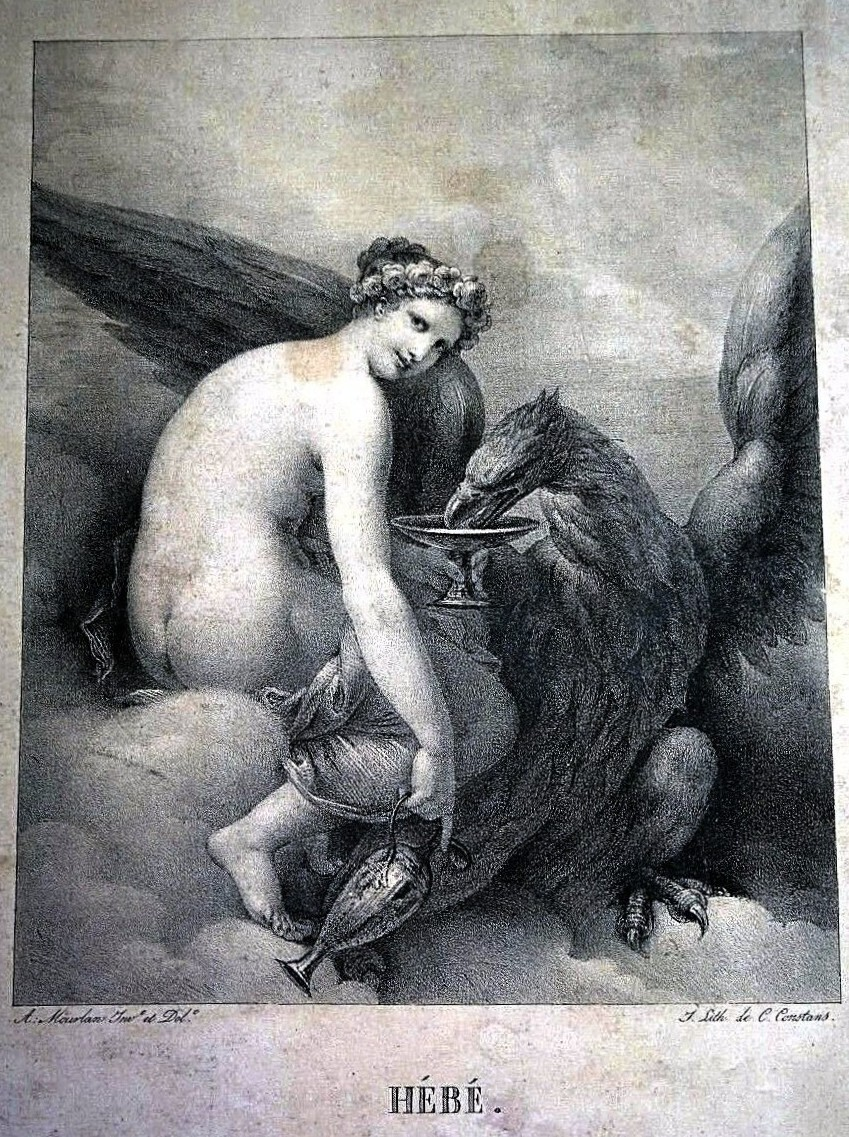
Hébé par Pierre Joseph Alexandre Mourlan (1824)

Pierre Joseph Alexandre Hyppolite Mourlan, né le 24 février 1789 à Cap-Haïtien et mort le 26 mars 1860 dans le 9e arrondissement de Paris, est un peintre, miniaturiste et lithographe français. 

## Biographie
Élève de Daniel Saint, il participe aux Salons des artistes français de 1819 à 1841. On lui doit des portraits, des médaillons et des miniatures. Il obtient une médaille d'or à l'exposition de Douai en 1819 et une mention honorable au Salon de 1833.
Époux de Thérèse Françoise Madeleine Julie Augier dite Désaugiers, fille de Marc Antoine Désaugiers, il est inhumé au Cimetière du Père-Lachaise dans le caveau Désaugiers (26e division).

## Élèves
- Léonie Lescuyer

## Œuvres
- Portrait de femme à la ceinture bleue, 1823
- Portrait de la marquise d'Aligre, née Louise, 1824